# Said Akl
Said Akl (în arabă سعيد عقل, transliterat: Saʿīd ʿAql, precum și ca Saïd Akl, Said Aql și Saeed Akl; n. 4 iulie 1912, Zahlé, Liban – d. 28 noiembrie 2014, Beirut, Liban) a fost un om de cultură libanez, poet și dramaturg. De asemenea, a fost un reformator lingvistic, într-o perioadă când în spațiul arabofon se întrevedeau zorii renașterii culturale. Este un poet care a marcat în mod profund lirismul modernist și simbolist în Libanul secolului al XX-lea. A scris poezii atât în limba arabă clasică, cât și în „limba libaneză”, un concept pe care l-a dezvoltat în decursul vieții.

## Viața personală
S-a născut în localitatea Zahle, situată centrul Libanului modern, provenind dintr-o familie creștină maronită. Tatăl său a decedat când Said avea 15 ani. Said Akl a fost profesor și jurnalist, iar mai apoi a studiat teologia, literatura și istoria islamului. A decedat la vârsta de 103 ani, într-un spital din Beirut.

## Reforma lingvistică
Cultura de limbă arabă se afla în imediata apropiere a celei de limbă otomană. Aceasta din urmă prevala în viața administrativă a lumii otomane, limbile minorităților fiind plasate în plan secund. Cu toate acestea, limba utilizată în serviciul religios islamic continua să fie limba Coranului. Această limbă era utilizată, în afara comunităților turcești — unde era folosită doar în cadrul serviciului religios— , în spații largi, din Levant, până în Hijaz.
În anii ’60 ai secolului al XIX-lea, otomanii au reorganizat, din punct de vedere administrativ, teritoriul Munților Libanului într-un dublu guvernorat, nordul oferindu-l spre gestionare maroniților, iar sudul druzilor.
În anul 1916, întrevăzând posibilitatea unor reconfigurări teritoriale strategice la sfârșitul primei conflagrații mondiale, puteri imperiale precum Marea Britanie și Franța semnează acordul Sykes-Picot. Harta Cornului abundenței este, cu aprobarea Ligii Națiunilor, divizată în sfere de influență și control.
Marea Britanie prelua controlul asupra Iordaniei, a unei părți din Irakul modern, a Teritoriilor palestiniene și a Golfului Haifa, iar Franța obținea mandat asupra nordului Irakului, a Siriei și Libanului.
Modul de organizare și de funcționare a statelor nou înființate trebuia să urmeze traiectoria și orânduirea, fie franceză, fie britanică. Prin urmare, Franța, de pildă, având convingerea că ar fi benefică divizarea teritoriilor pentru care primiseră mandat, înființează două state, actualele republici Siria și Liban.

## Limba libaneză
Perioada interbelică marchează ascensiunea romantismului și a naționalismului. După încheierea Primului Război Mondial, în țările arabe se evidențiază nevoia asumării unei identități, care de cele mai multe ori ia forma unui naționalism regional, precum cel libanez, în Liban, unde unde, gânditori precum Said Akl, consideră că raportarea la civilizația feniciană este absolut necesară. În contextul  Crizei  libaneze din 1958, provocată de tensiuni politice și religioase interne, dar și din dorința de a se integra în nou-formata Republică Arabă Unită, utilizarea dialectului libanez, promovată de către mișcarea naționalistă din Liban drept limbă de cultură, l-a determinat, în anul 1961, pe Said Akl să publice un volum de poezii, Yara, în dialectul libanez. Prin această carte, Akl propunea înlocuirea alfabetului arab existent, prin transcrierea fiecărei litere arabe cu o literă a alfabetului latin.

## Alfabetul libanez
Pomovând, așadar, introducerea literelor latine pentru înlocuirea celor arabe, alfabetul noii limbi libaneze avea să translitereze și sunete specifice dialectului libanez. Astfel alfabetul limbii libaneze avea să cuprindă următoarele litere:
| Nr. crt. | Nr. crt. | Scriere în arabă | Scrierea propusă de Akl | Denumirea literei în mod tradițional | Denumirea literei în alfabetul libanez conceput de Akl |
| Akl      | Hijā'ī   | Scriere în arabă | Scrierea propusă de Akl | Denumirea literei în mod tradițional | Denumirea literei în alfabetul libanez conceput de Akl |
| -------- | -------- | ---------------- | ----------------------- | ------------------------------------ | ------------------------------------------------------ |
| 1        | 1        | arabă ا‎          | C                       | alif                                 | caleef                                                 |
| 2        | 2        | arabă ب‎          | B                       | bā'                                  | be                                                     |
| 3        | 2        | arabă پ‎          | P                       | (pā')                                | pe                                                     |
| 4        | 3        | arabă ت‎          | T                       | tā'                                  | te                                                     |
| 4        | 4        | arabă ث‎          | T                       | thā'                                 | te                                                     |
| 5        | 16       | arabă ط‎          | T                       | tā'                                  | taah                                                   |
| 6        | 5        | arabă ج‎          | J                       | jĩm                                  | jiin                                                   |
| 7        | 6        | arabă ح‎          | X                       | ḥā’                                  | xe                                                     |
| 8        | 7        | arabă خ‎          | K                       | khā’                                 | ke                                                     |
| 9        | 8        | arabă د‎          | D                       | dāl                                  | daal                                                   |
| 9        | 9        | arabă ذ‎          | D                       | dhāl                                 | daal                                                   |
| 10       | 15       | arabă ض‎          | D                       | ḍād                                  | daad                                                   |
| 11       | 10       | arabă ر‎          | R                       | rā                                   | re                                                     |
| 12       | 11       | arabă ز‎          | Z                       | zayn/zāy/zā                          | zayn                                                   |
| 13       | 17       | arabă ظ‎          | ƶ [Z                    | ẓā’                                  | ƶaah                                                   |
| 14       | 12       | arabă س‎          | S                       | sĩn                                  | siin                                                   |
| 15       | 14       | arabă ص‎          | S [S                    | ṣād                                  | saad                                                   |
| 16       | 13       | arabă ش‎          | C                       | shĩn                                 | ciin                                                   |
| 17       | 18       | arabă ع‎          | Ý                       | ‘ayn                                 | ýayn                                                   |
| 18       | 19       | arabă غ‎          | G                       | ghayn                                | gayn                                                   |
| 19       | 21       | arabă ق‎          | G                       | qāf                                  | ge                                                     |
| 20       | 20       | arabă ف‎          | F                       | fā'                                  | fe                                                     |
| 21       | 20       | arabă ڤ‎          | V                       | (vā')                                | ve                                                     |
| 22       | 22       | arabă ك‎          | Q                       | kāf                                  | qaaf                                                   |
| 23       | 23       | arabă ل‎          | L                       | lām                                  | laam                                                   |
| 24       | 24       | arabă م‎          | M                       | mĩm                                  | miim                                                   |
| 25       | 25       | arabă ن‎          | N                       | nūn                                  | nuun                                                   |
| 26       | 26       | arabă ه‎          | H                       | hā'                                  | he                                                     |
| 27       | 27       | arabă و‎          | W                       | wāw                                  | waaw                                                   |
| 28       | 30       | arabă ـَ‎          | A                       | fatḥah                               | a                                                      |
| 29       | 33       | arabă ـَا‎         | AA/A                    | fatḥah alif                          | aa                                                     |
| 30       | 31       | arabă ـِ‎          | I                       | kasrah                               | i                                                      |
| 30       | 34       | arabă ـِي‎         | (II)                    | kasrah yā'                           | ii, i (la final de cuvânt)                             |
| 31       | 36       | arabă ـَي‎         | E                       | fatḥah yā’                           | e                                                      |
| 32       | 29       | arabă ـَ‎          | E                       | fatḥah                               | e/ə                                                    |
| 33       | 37       | arabă ـَو‎         | O                       | fatḥah wāw                           | o                                                      |
| 34       | 32       | arabă ـُ‎          | U                       | ḍammah                               | u                                                      |
| 35       | 35       | arabă ـُو‎         | UU/U                    | ḍammah wāw                           | uu, u (w la final de cuvânt)                           |
| 36       | 28       | arabă ي‎          | Y                       | yā'                                  | ye                                                     |

## Activitatea literară
Activitatea literară a lui Said Akl traversează granițele poeziei, acesta compunând și piese de teatru în care se reflectă,  în mod cert, preocuparea față de trecutul fenician al regiunii Libanului, aspect care este promovat prin intermediul mișcării naționaliste din Liban. Said Akl compune piesa de teatru Qadmus, care utilizează elemente mitologice grecești. Astfel, salvarea de către Cadmos a surorii sale, prințesa feniciană Europa, care a fost răpită de către Zeus, reprezintă elementul central al piesei. ‘Al-Majdaliyyah’. Aceasta este o epopee apărută la finalul anilor ’30, în care se regăsesc elemente specifice simbolismului francez din secolul al XIX-lea. După ce a publicat volumul de poezii Yara, Said Akl înființează editura Dār Yara, unde își propune să publice lucrări literare în dialect.

## Opere literare
- Roddani Ila Biladi (poem interpretat de cântăreața libaneză Fairuz)
- Ghanaytu Mekka  (Poem interpretat de cântăreața libaneză Fairuz)
- Ummi ya Malaki (Poem interpretat de cântăreața libaneză Fairuz)
- Qara’tu Majdaka (Poem interpretat de cântăreața libaneză Fairuz)

1935: Bint Yifta’ (piesă de teatru)
1937: Al-Majdaliyyah (epopee)
1944: Qadmus (piesă de teatru)
1950: Rindalah (poem)
1954: Mushkilat al Nukhba (proză)
1960: Ajmal minki…? La! (Poem)
1960: Loubnan in Haka (proză)
1961: Ajraas al Yasmeen (poem)
1961: Ka’s el Khamr (poem)
1961: Yara (poem publicat cu alfabet libanez)
1972: Kitab al Ward (poem)
1974: Kama al A'mida (volum de poezii)
1978: Khumasiyyat (poem scris cu alfabet libanez)
1979: Qasaid min Daftari (volum de poezii)